# Gargamel et les Schtroumpfs
Gargamel et les Schtroumpfs (letterlijk: "Gargamel en de Smurfen") is een stripalbum van De Smurfen. Het is het eerste album uit de reeks L'univers des Schtroumpfs, die anno 2011 alleen in het Frans verschijnt. Het album bevat korte verhalen over Gargamel. De verhalen zijn geschreven en getekend door Studio Peyo, de tekenstudio van Peyo. Het album verscheen in 2011. De verhalen zijn eerder al verschenen in andere media en uitverkochte stripalbums.

## Verhalen

### Gargamel et le Crocodile
Gargamel koopt een nijlkrokodil waarvan hij de huid wil gebruiken om een drankje te maken dat Smurfen aantrekt. De krokodil ontsnapt echter. Hij maakt enkele mensen en de Smurfen bang, maar er vallen geen slachtoffers. Een ridder slaat het dier neer. Gargamel eist het dier op en wordt samen met de krokodil in de slotgracht van de koning geworpen.

### Le frère jumeau de Gargamel
Gargamel krijgt bezoek van zijn tweelingbroer Gourmelin. Gargamel probeert een van diens uitvindingen: een poppetje dat een wens vervult. Gargamel wenst dat het poppetje hem naar de Smurfen leidt. Gourmelin wil de Smurfen geen kwaad doen en fluit op een magische fluit. Het poppetje gaat hierdoor heel snel vooruit en Gargamel kan niet langer volgen.

### L'Ogre et les Schtroumpfs
Gargamel wordt gevangen door een oger die hem wil opeten. Gargamel stelt de oger voor wat Smurfen in de plaats te nemen. De oger heeft een sterk instinct en vindt het Smurfendorp. Hij neemt Grote Smurf, maar die waarschuwt de oger: Smurfen eten salsaparilla en ogers zijn daar allergisch voor. De oger zint op wraak en gaat weer achter Gargamel aan.

### Les Schtroumpfs et le Bougloubou
Een grote vogel, een bougloubou, maakt een nest op Gargamels schoorsteen. Die is daar niet blij om en gooit het jong van de vogel in de rivier. Smurfin en Brilsmurf redden het dier en brengen het terug naar de moeder. Gargamel maakt van de gelegenheid gebruik om de twee Smurfen te vangen. Het bouglouboujong laat dit niet gebeuren en valt Gargamel aan. De moeder dropt de tovenaar een adelaarsnest. Gargamel ontsnapt, maar thuis wacht hem nog een verrassing: de Smurfen maken hem er bang met het geluid van bougloubous.

### Les neveux de Gargamel
Gargamel moet zijn neefjes opleiden tot echte tovenaars. Hij wil ze Smurfen leren vangen. De neefjes verdwalen in het bos en worden geholpen door de Smurfen. Zij helpen op hun beurt Grote Smurf bij een experiment. De neefjes willen terugkeren, maar hebben schrik voor hun oom als ze met lege handen aankomen. Grote Smurf geeft hen daarom een vals plan naar het dorp; een zoethoudertje voor Gargamel. Blij gaat Gargamel op zoek. De neefjes keren huiswaarts. Grote Smurf heeft nog een verrassing voor hen: een tovenaarsdiploma, uitgereikt door Homnibus. Gargamel vindt met het plan niet de Smurfen, maar enkele kwade lynxen.

### Sagratamabarb
Tovenaar en Gargamels neef Sagratamabarb komt zich tegenover Gargamel vestigen, tot groot ongenoegen van Gargamel. Hij sluit een pact met Beëlzebub: als hij Sagratamabarbs huis kan vernielen, zal hij zijn slaaf zijn. Sagratamabarb roept als reactie de hulp in van een centaur. Een tornado maakt uiteindelijk een eind aan de situatie: de beide huizen worden vernield. Beëlzebubs missie is dankzij de tornado geslaagd en hij eist Gargamel op als slaaf om in de hel te werken. Sagratamabarb vertrekt vrijwillig na in te zien dat er geen plaats is voor een tweede tovenaar.